# Сербин, Юрий Владимирович
Георгий (Юрий) Владимирович Сербин (1888—1963) — участник Белого движения на Юге России, полковник Генерального штаба.

## Биография
Из потомственных дворян Волынской губернии.
Окончил 1-й Московский кадетский корпус (1905) и Константиновское артиллерийское училище (1908), откуда выпущен был подпоручиком в 23-ю конно-артиллерийскую батарею. Произведен в поручики 3 сентября 1910 года.
14 ноября 1911 года переведен в Кавказский конно-горный артиллерийский дивизион, с которым и вступил в Первую мировую войну. За боевые отличия был награжден несколькими орденами, в том числе орденом Св. Анны 4-й степени с надписью «за храбрость». Произведен в штабс-капитаны 3 ноября 1915 года «за выслугу лет». В 1917 году успешно окончил 2½-месячные подготовительные курсы Николаевской военной академии. Произведен в капитаны 27 июня 1917 года.
С началом Гражданской войны вступил в отряд полковника Покровского на Кубани. Участвовал в 1-м Кубанском походе в штабе Кубанского отряда. Был произведен в подполковники, с 24 июля 1918 года назначен начальником штаба 1-й Кубанской казачьей дивизии. На 15 июня 1919 года — в той же должности, полковник. В ноябре 1919 года был назначен генералом для поручений при командующем Кавказской армией, затем служил в штабах Донской армии. В Русской армии состоял начальником штаба конного корпуса генерала Бабиева. После эвакуации Крыма находился на острове Лемнос.
В эмиграции в Югославии, жил в Сараеве. Служил в местном отделении военного ведомства. Состоял членом правления Союза первопоходников, а также членом Общества офицеров-артиллеристов и Общества офицеров Генерального штаба. В годы Второй мировой войны служил в Русском корпусе: на 1 мая 1942 года — адъютант 3-го батальона 1-го полка, в 1943 году — адъютант 2-го батальона того же полка (в чине лейтенанта), в 1944 году — адъютант 1-го батальона 4-го полка. С апреля 1944 года служил в 1-м Казачьем полку, в ноябре 1944 — помощник командира запасной роты батальона «Белград» (в чине обер-лейтенанта). Был ранен под Дервентой. После войны переехал в Аргентину. Был постоянным сотрудником журнала «Часовой», где поместил ряд статей военно-исторического характера.

## Семья
Жена — Эмилия Владимировна, их сыновья:
- Владимир (1914—1994), окончил Первый Русский кадетский корпус (1932), архитектор. Умер в Торонто.
- Борис (1918—1989), окончил Первый русский кадетский корпус (1937). После Второй мировой войны — в Аргентине.

## Награды
- Орден Святого Станислава 3-й ст. (ВП 17.03.1913)
- Орден Святого Станислава 2-й ст. с мечами (ВП 19.05.1915)
- Орден Святой Анны 4-й ст. с надписью «за храбрость» (ВП 19.05.1915)
- Орден Святой Анны 3-й ст. с мечами и бантом (ВП 23.06.1915)
- мечи и бант к ордену Св. Станислава 3-й ст. (ВП 16.05.1916)
- Орден Святой Анны 2-й ст. с мечами (ВП 16.12.1916)

## Сочинения
- Смутные дни на Кубани. — Белград, 1924.
- О разведке. // Часовой, №№ 410, 411, 415, 416. — 1960—1961.